# Frauenwald
Frauenwald är en ortsteil i staden Ilmenau i Ilm-Kreis i förbundslandet Thüringen i Tyskland. Frauenwald var en kommun fram till 1 januari 2019 när den uppgick i Ilmenau. Kommunen Frauenwald hade 992 invånare 2018.